# 카라칼루 수도원

카라칼루 수도원(그리스어: Μονή Καρακάλου)은 그리스 아토스산에 있는 동방정교회 수도원이다. 이 수도원은 아토스 반도의 남동측에 자리잡고 있다. 이 수도원은 11세기에 설립되었다. 13세기에, 해적들과 라틴족들의 활동의 결과로, 카라칼루는 완전히 황폐화가 되었다. 이 수도원은 16세기에 재건축되었다.
이 수도원은 아토니테 수도원들의 위계서열에서 열한 번째에 위치한다.
이 곳 도서관은 279 권의 필사본들과 약 2,500 권의 인쇄된 책들을 보유하고 있다.
이 수도원에는 30 명의 현직 수사들이 있다.